# Alois Hudal
Alois Hudal, né à Graz, le 31 mai 1885 et mort à Rome, le 13 mai 1963 est un évêque catholique autrichien, surtout connu pour avoir jusqu'au bout défendu une synthèse entre catholicisme et national-socialisme et pour avoir facilité la fuite de plusieurs criminels nazis vers l'Amérique du Sud, parmi lesquels Adolf Eichmann, Klaus Barbie, ou Joseph Mengele.

## Carrière à Rome
Fils d'un fabricant de chaussures, il étudie la théologie à Graz et est ordonné prêtre en 1908. Après un premier doctorat en théologie (1911), il va à Rome (1911-1913), où il en obtient un second pour un mémoire sur Die religioesen und sittlichen Ideen des Spruchbuches (Les Idées religieuses et morales du livre des Proverbes). Il revient ensuite à Graz. Il est aumônier militaire assistant pendant la Première Guerre mondiale. Dans ses sermons aux soldats, publiés en 1917, il exprime l'idée que « la loyauté au drapeau est la loyauté à Dieu », tout en mettant en garde contre le « national chauvinisme ».

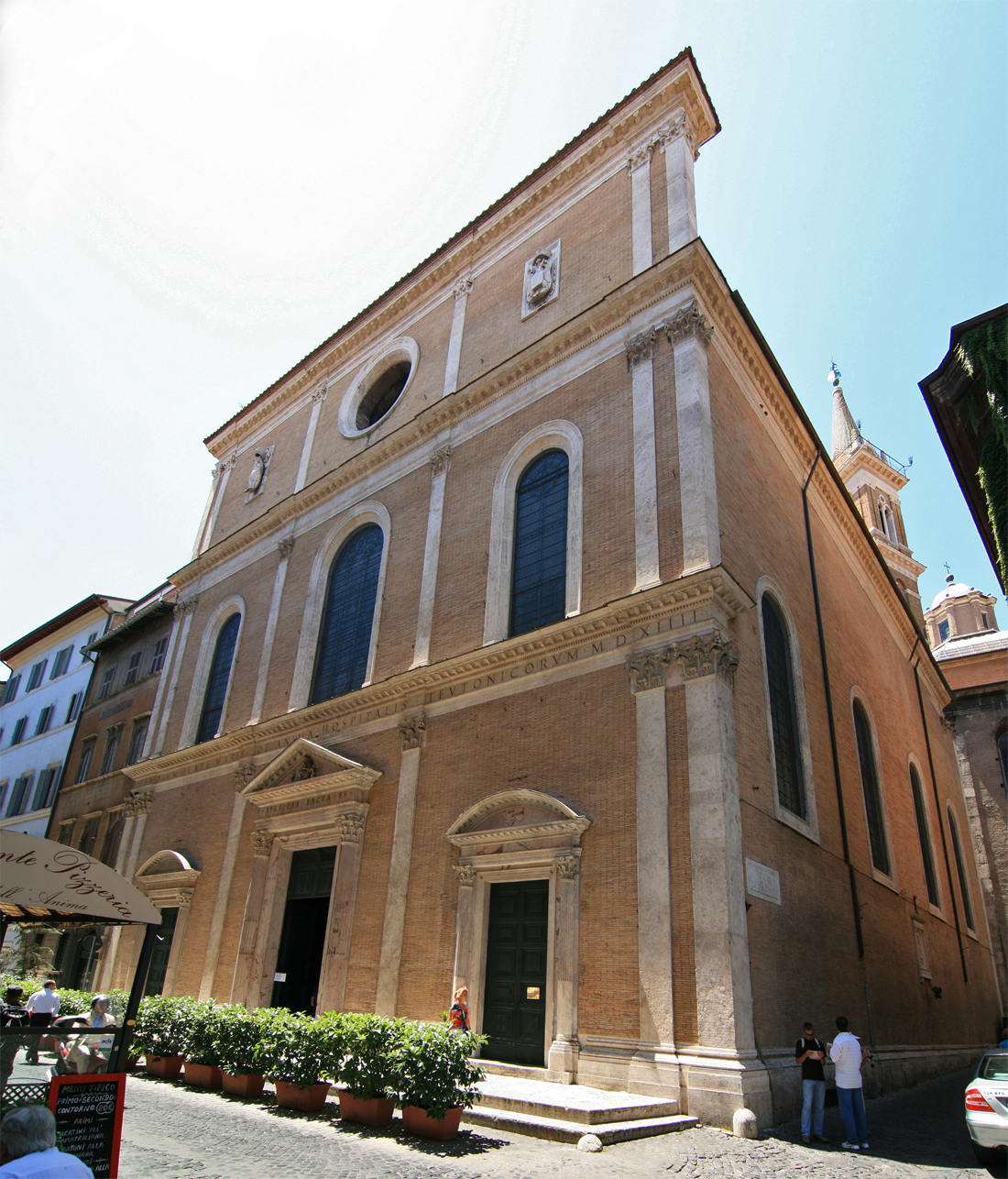
Église de santa Maria del'Anima à Rome.

Il retourne à Rome en 1923 quand il est nommé recteur du Collège teutonique de Santa Maria dell'Anima, qui héberge des religieux allemands et autrichiens. C'est l'ambassadeur d'Autriche, Ludwig von Pastor, soucieux de ne pas laisser cette fonction à un Allemand, qui semble avoir été à l'origine de sa nomination. 
En 1930, le cardinal Merry del Val, préfet de la Congrégation du Saint-Office le nomme consultant du Saint-Office. En juin 1933, le cardinal Eugenio Pacelli, futur pape Pie XII, le consacre évêque titulaire d'Æla (de) (évêché in partibus infidelium de Syrie). Il s'agit d'un titre honorifique, Alois Hudal conservant sa fonction de recteur à Rome.

## Les fondements du national-socialisme
C'est à cette époque qu'Alois Hudal embrasse le nationalisme pangermanique qu'il avait auparavant condamné. Ses invectives contre les Juifs qu'il accuse de vouloir dominer le monde deviennent alors plus fréquentes. Il souhaite aussi l'émergence d'une armée chrétienne pour envahir la Russie et éliminer la menace bolchévique de Rome. 

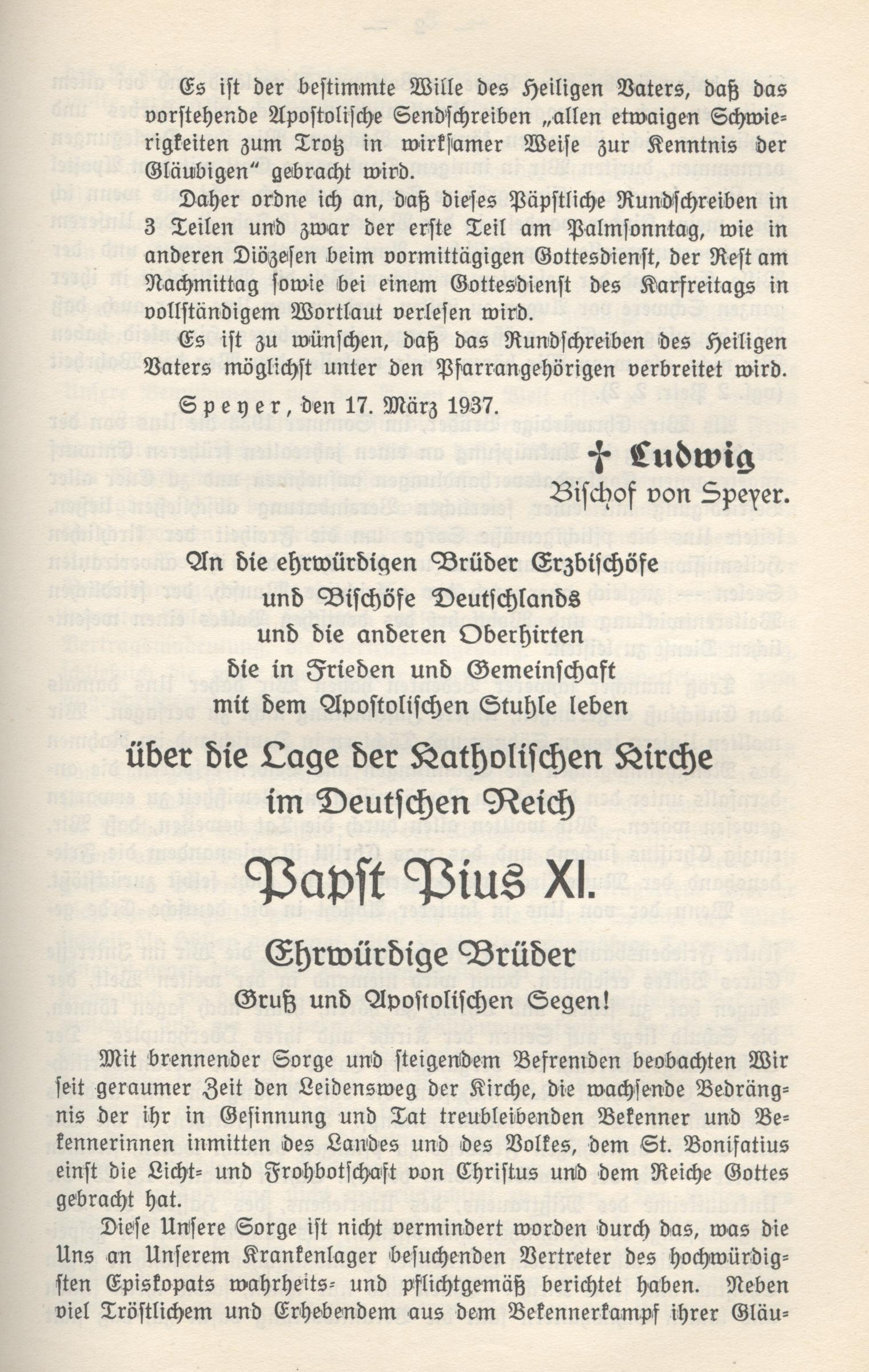
Encyclique Mit brennender Sorge de Pie XI (1937)

En 1937, il publie Les Fondements du national-socialisme (Die Grundlagen des Nationalsozialismus, Leipzig - Vienne, 1937) dans lequel il essaie de trouver un compromis entre le catholicisme et une vision « chrétienne » et « conservatrice » du nazisme. Ce livre est en opposition frontale avec la politique étrangère du pape Pie XI qui fait paraître, la même année, l'encyclique Mit brennender Sorge, rédigée par Eugenio Pacelli (futur Pie XII), mettant en garde contre les dérives du nazisme : il provoque sa mise à l'écart du Vatican. 
Alois Hudal s'isole alors dans son collège. Certains historiens supposent qu'il a été un agent du renseignement nazi pendant la Seconde Guerre mondiale, via le SS Walter Rauff.

## Organisateur d'exfiltrations des criminels nazis
Après la guerre, Alois Hudal devient l'un des principaux organisateurs de la filière d'exfiltrations des criminels nazis vers l'Amérique du Sud à l'issue de la Seconde Guerre mondiale. C'est grâce à cette filière que Adolf Eichmann, Gustav Wagner, Alois Brunner, Erich Priebke, Eduard Roschmann, Franz Stangl, Walter Rauff, Klaus Barbie, Joseph Mengele, parmi d'autres, ont pu échapper aux poursuites judiciaires. De même, certains nazis, comme l'Autrichien Otto Wächter, ont pu vivre à Rome après la guerre en toute impunité grâce à la protection d'Aloïs Hudal. 
Ces activités finissent par causer un scandale révélé en 1947 par un journal bavarois. Alois Hudal est finalement contraint de démissionner de sa fonction de recteur du collège Santa Maria dell'Anima en 1952. Il passe ses dernières années à Grottaferrata, sans jamais regretter ses actes.
Il meurt le 13 mai 1963 à Rome.